# ФК «Автомобильное московское общество» в сезоне 1931
Сезон 1931 года стал дебютным для футбольного клуба «Автомобильное московское общество» (с 1936 года — «Торпедо Москва»). В ноябре 1930 года футболисты команды «Пролетарская кузница», работавшие на АМО, создали заводскую команду. На следующий год ей удалось пройти через предварительный раунд высшей лиги первенства Москвы. По итогам осеннего однокругового турнира шести лучших команд «Торпедо» заняло пятое место.

## Состав
| № |  | Поз. | Имя                | Год рождения |
| - |  | ---- | ------------------ | ------------ |
|   |  | Вр   | Егор Курский       |              |
|   |  | Защ  | Вячеслав Орлов     | 1906         |
|   |  | ПЗ   | Виктор Маслов      | 1910         |
|   |  | Нап  | Анатолий Емельянов | 1908         |
|   |  |      | Ананьев            |              |
|   |  |      | Виктор Дубинин     |              |
|   |  |      | Василий Канаев     |              |
|   |  |      | Курапов            |              |
|   |  |      | Панин              |              |
|   |  |      | Виктор Павлов      |              |

| № |  | Поз. | Имя                 | Год рождения |
| - |  | ---- | ------------------- | ------------ |
|   |  |      | Поляков             |              |
|   |  |      | Григорий Помогаев   |              |
|   |  |      | Михаил Путистин     |              |
|   |  |      | Николай Путистин    |              |
|   |  |      | Михаил Рущинский    |              |
|   |  |      | Виктор Семёнов      |              |
|   |  |      | Борис Сигачёв       |              |
|   |  |      | Михаил Сушков       |              |
|   |  |      | Сергей Троицкий     |              |
|   |  |      | Константин Щегоцкий |              |

- Главный тренер: Сергей Троицкий
- Тренер: Виктор Маслов

## Чемпионат Москвы 1931

### Финальный турнир

#### Матчи
| Соперник     | Счёт  |
| ------------ | ----- |
| Динамо       | 2 – 3 |
| СКиГ         | 1 – 3 |
| Серп и Молот | 0 – 1 |
| ЗКП          | 2 – 1 |
| Казанка      | 5 – 1 |

#### Турнирная таблица
| Место | Команда      | Очки |
| ----- | ------------ | ---- |
| 1     | Динамо       | 8    |
| 2     | СКиГ         | 6    |
| 3     | Серп и Молот | 6    |
| 4     | ЗКП          | 4    |
| 5     | АМО          | 4    |
| 6     | Казанка      | 2    |